# Сепенко
Сепенко (пол. Sepienko) — село в Польщі, у гміні Косцян Косцянського повіту Великопольського воєводства.
Населення — 132 особи (2011).
У 1975-1998 роках село належало до Лешненського воєводства.

## Демографія
Демографічна структура станом на 31 березня 2011 року:
|          | Загалом | Допрацездатний вік | Працездатний вік | Постпрацездатний вік |
| -------- | ------- | ------------------ | ---------------- | -------------------- |
| Чоловіки | 65      | 13                 | 40               | 12                   |
| Жінки    | 67      | 23                 | 31               | 13                   |
| Разом    | 132     | 36                 | 71               | 25                   |